# Амира Адара
Амира Адара (англ. Amirah Adara), настоящее имя Дора Андьял (венг. Angyal Dóra; род. 18 февраля 1992 года в Будапеште, Венгрия) — венгерская порноактриса. Лауреат премии XBIZ Europa Award в категории «Лучшая исполнительница года» (2018) и ряда других премий.

## Карьера
В старшей школе занималась разными видами спорта, в том числе катанием на лыжах и сноубордингом. Также хорошо разбиралась в математике. Потеряла девственность в 17 лет с парнем, который был на девять лет старше неё.
В одном из клубов её нашла девушка, предложившая ей работу фотомодели. Позднее она связалась с агентом, который и предложил ей работу в порноиндустрии. Начала карьеру в 2010 году в возрасте 18 лет с кастинга Пьера Вудмана, где она снялась в сценах анального секса и двойного проникновения. Первые четыре года снималась в Европе. Впервые приехала в США в сентябре 2014 года и там же начинает сниматься уже в американских студиях. Позднее стала клиенткой лос-анджелесского агентства талантов Adult Talent Managers (ATMLA).
Свой сценический псевдоним взяла из-за своей внешности, немного напоминающей арабскую; amirah по-арабски означает «принцесса», а adara — «дева».
Чаще всего снимается для таких студий и сайтов как 21Sextury, Brazzers, DDF Network, Digital Sin, Evil Angel, Girlfriends Films, Jules Jordan Video, LegalPorno, New Sensations, Private, Reality Kings, Sindrive и многих других.
С 2014 по 2018 годы пять раз номинировалась премией XBIZ Award в категории «Лучшая иностранная исполнительница года». Также в 2016, 2017 и 2018 годах была номинирована премией AVN Awards в аналогичной категории. В сентябре 2018 года стала лауреатом специальной европейской премии XBIZ Europa Award в категории «Исполнительница года». В январе 2020 года Амира стала одной из пяти лауреатов премии AVN Awards в категории «Лучшая лесбийская сцена в иностранном фильме».
В сентябре 2021 года вновь удостоена премии XBIZ Europa Award, на этот раз в категории «Лучшая сцена секса — лесбийский фильм».
По данным сайта IAFD на май 2023 года, снялась в более чем 800 порнофильмах и порносценах.
Является соосновательницей барселонского агентства талантов Emerald Babes. Помимо съёмок, также занимается продюсированием сцен для компании Nubiles. В мае 2023 года избрана Nubiles в качестве «Фантазии месяца».
9 августа 2020 года вышла замуж за Антонио Росса (англ. Antonio Ross), актёра и режиссёра порнофильмов.

## Награды и номинации
| Список наград и номинаций | Список наград и номинаций  | Список наград и номинаций | Список наград и номинаций | Список наград и номинаций          |
| Год                       | Награда                    | Результат                 | Категория | Фильм                              |
| ------------------------- | -------------------------- | ------------------------- | --- | ---------------------------------- |
| 2015                      | XBIZ Award                 | Номинация                 | Иностранная исполнительница года | н/д                                |
| 2016                      | AVN Award                  | Номинация                 | Награда поклонников: самая эпическая задница | н/д                                |
| 2016                      | Spank Bank Award           | Победа                    | Gangbanged Princess of the Year | н/д                                |
| 2016                      | Spank Bank Technical Award | Победа                    | Best Tan Lines | н/д                                |
| 2016                      | XBIZ Award                 | Номинация                 | Иностранная исполнительница года | н/д                                |
| 2017                      | AVN Award                  | Номинация                 | Иностранная исполнительница года | н/д                                |
| 2017                      | AVN Award                  | Номинация                 | Лучшая сцена секса в фильме иностранного производства (вместе с Марко Бандерасом и Никки Уэйн) | Artemi’s Swingers Party            |
| 2017                      | Ninfa Award                | Победа                    | Лучшая международная актриса | н/д                                |
| 2017                      | XBIZ Award                 | Номинация                 | Иностранная исполнительница года | н/д                                |
| 2018                      | AVN Award                  | Номинация                 | Иностранная исполнительница года | н/д                                |
| 2018                      | AVN Award                  | Номинация                 | Лучшая сцена секса в фильме иностранного производства (вместе с Максом Фондой и Заком) | Anissa the Tenniswoman             |
| 2018                      | Spank Bank Technical Award | Победа                    | Houdini’s Favorite «Cock Illusionist» | н/д                                |
| 2018                      | XBIZ Award                 | Номинация                 | Иностранная исполнительница года | н/д                                |
| 2018                      | XBIZ Europa Award          | Победа                    | Исполнительница года | н/д                                |
| 2019                      | AVN Award                  | Номинация                 | Иностранная исполнительница года | н/д                                |
| 2019                      | XBIZ Award                 | Номинация                 | Иностранная исполнительница года | н/д                                |
| 2019                      | XBIZ Europa Award          | Номинация                 | Исполнительница года | н/д                                |
| 2019                      | XBIZ Europa Award          | Номинация                 | Лучшая сцена секса — гламкор (вместе с Чарли Дином) | Henessy & Cherry Escorts Deluxe    |
| 2019                      | XBIZ Europa Award          | Номинация                 | Лучшая сцена секса — лесбийский фильм (вместе с Анджеликой Грейс, Рэд Фокс и Тиффани Тейтум) | Bad Girls Lesbian Addiction        |
| 2019                      | XBIZ Europa Award          | Номинация                 | Лучшая сцена секса — лесбийский фильм (вместе с Кристал Кейтлин) | Yoga Temptations                   |
| 2020                      | AVN Award                  | Номинация                 | Иностранная исполнительница года | н/д                                |
| 2020                      | AVN Award                  | Победа                    | Лучшая лесбийская сцена в иностранном фильме (вместе с Анной де Виль, Мишей Кросс, Софи Спаркс и Тиффани Тейтум) | Bacchanalia                        |
| 2020                      | AVN Award                  | Номинация                 | Лучшая лесбийская сцена в иностранном фильме (вместе с Лолой Эй) | Step by Step (из Home Sweet Home)  |
| 2020                      | XBIZ Award                 | Номинация                 | Иностранная исполнительница года | н/д                                |
| 2020                      | XBIZ Europa Award          | Номинация                 | Исполнительница года | н/д                                |
| 2020                      | XBIZ Europa Award          | Номинация                 | Лучшая сцена секса — лесбийский фильм (вместе с Анной де Виль, Мишей Кросс, Софи Спаркс и Тиффани Тейтум) | Bacchanalia                        |
| 2020                      | XBIZ Europa Award          | Номинация                 | Лучшая сцена секса — лесбийский фильм (вместе с Жасмин Джей и Тиной Кэй) | Jasmine Jae Sex Addict             |
| 2021                      | XBIZ Europa Award          | Номинация                 | Лучшая сцена секса — гламкор (вместе с Ником Россом и Чарли Дином) | Threesome Anal Temptations 3       |
| 2021                      | XBIZ Europa Award          | Победа                    | Лучшая сцена секса — лесбийский фильм (вместе с Тиффани Тейтум) | Catch Me If You Can                |
| 2021                      | XBIZ Europa Award          | Номинация                 | Лучшая сцена секса — лесбийский фильм (вместе с Алексис Кристал, Алиссой Рис, Анной де Виль, Тиффани Тейтум и Черри Кисс) | Cherry’s Anal Beauties             |
| 2021                      | XBIZ Europa Award          | Номинация                 | Лучшая сцена секса — лесбийский фильм (вместе с Алиссой Рис) | This is Budapest: The Movie!       |
| 2022                      | AVN Award                  | Номинация                 | Лучшая международная лесбийская сцена (вместе с Роми Инди) | Get In                             |
| 2022                      | XBIZ Europa Award          | Номинация                 | Исполнительница года | н/д                                |
| 2022                      | XBIZ Europa Award          | Номинация                 | Лучшая сцена секса — лесбийский фильм (вместе с Алиссой Баунти) | Lilith                             |
| 2023                      | AVN Award                  | Номинация                 | Лучшая международная лесбийская сцена (вместе с Мэри Рок) | Squats and Scissoring              |
| 2023                      | XBIZ Europa Award          | Номинация                 | Лучшая сцена секса — лесбийский фильм (вместе с Тиффани Тейтум) | Far Away From the City             |
| 2023                      | XBIZ Europa Award          | Победа                    | Лучшая сцена секса — лесбийский фильм (вместе с Вероникой Леаль и Тиффани Тейтум) | Marla                              |
| 2024                      | AVN Award                  | Победа                    | Лесбийская исполнительница года | н/д                                |
| 2024                      | XBIZ Europa Award          | Номинация                 | Лучшая сцена секса — лесбийский фильм (вместе с Вероникой Леаль, Ловитой Фейт и Мэтти Милой Перес) | Extracurricular                    |
| 2024                      | XBIZ Europa Award          | Номинация                 | Лучшая сцена секса — лесбийский фильм (вместе с Мишей Кросс) | Sunlit Ambitions                   |
| 2025                      | AVN Award                  | Номинация                 | Иностранная исполнительница года | н/д                                |
| 2025                      | AVN Award                  | Номинация                 | Лучшая международная лесбийская сцена (вместе с Вероникой Леаль) | Open Love                          |
| 2025                      | DarkFans Award             | Победа                    | Лучшая исполнительница (вместе с Нурией Миллан) | н/д                                |
| 2025                      | XMA Creator Award          | Победа                    | Совместный видеоклип года — группа/оргия (вместе с Алексис Кристал, Мишей Кросс и Олив Гласс) | н/д                                |
| 2025                      | XMA Europa Award           | Номинация                 | Исполнительница года | н/д                                |
| 2025                      | XMA Europa Award           | Номинация                 | Лучшая сцена секса — виртуальная реальность (вместе с Майклом Флаем) | World of Sexcraft: Catch the Rogue |
| 2025                      | XMA Europa Award           | Номинация                 | Лучшая сцена секса — лесбийский фильм (вместе с Вероникой Леаль, Зааваади и Стэйси Крус) | A Private Venue                    |
| 2025                      | XMA Europa Award           | Номинация                 | Лучшая сцена секса — лесбийский фильм (вместе с Милан Чик и Элис Заффайр) | Luxure: My Wife’s Attractions      |
| 2025                      | XMA Europa Award           | Номинация                 | Лучшая сцена секса — лесбийский фильм (вместе с Зази Скимм) | The Moon Keeps Our Secret          |
| 2025                      | XMA Europa Award           | Номинация                 | Лучшая сцена секса — лесбийский фильм (вместе с Иви Рейн и Тиффани Тейтум) | What About Your Wife               |
| 2025                      | XMA Europa Award           | Номинация                 | Лучшая сцена секса — оргия/групповая (вместе с Анитой Ровер, Арианой Кортес, Джимми Бадом, Дианой Лоуренс, Ириной Коваленко, Кларой Мией, Клемом Ровером, Лолой Беллуччи, Луллой Байбай, Люком Харди, Малией Ленуар, Мэттью Мейером, Николь Рэй, Рики Раскалом и Шалиной Дивайн) | Pigalle                            |

## Избранная фильмография
- 2011 — I Kissed A Girl
- 2012 — Maximum Anal
- 2013 — Girls’ Dormitory
- 2014 — Fishing For Pussy
- 2014 — Peep Show 5
- 2015 — 2 Cute 4 Porn
- 2015 — Mystery Clinic 3
- 2015 — Private College Girls
- 2016 — 4 Passionate Women
- 2016 — Discreet Service 2015
- 2016 — Squirt With Me
- 2017 — Rocco Sex Analyst